# Spin the Bottle: An All-Star Tribute to Kiss
Spin the Bottle: An All-Star Tribute to Kiss è un album tributo dedicato ai Kiss realizzato nel 2004 per l'etichetta Koch Records.

## Tracce
1. Detroit Rock City 4:31
2. Love Gun 3:59
3. Cold Gin 4:44
4. King Of The Night Time World 3:04
5. I Want You 3:46
6. God Of Thunder 4:11
7. Calling Dr. Love 3:30
8. Shout It Out Loud 3:57
9. Parasite 4:07
10. Strutter 3:38
11. I Stole Your Love 3:20

## Formazione
1. Dee Snider, Doug Aldrich, Marco Mendoza, John Tempesta
2. Tommy Shaw, Steve Lukather, Tim Bogart, Jay Schellen
3. Mark Slaughter, Ryan Roxie, Robben Ford, Phil Soussan, Steve Riley
4. Chris Jericho, Rich Ward, Mike Inez, Fred Coury
5. Kip Winger, Paul Gilbert, Greg Bissonette
6. Buzz Osbourne, Bruce Kulick, Blasko, Carmine Appice
7. Page Hamilton, Mike Porcaro, Greg Bissonette
8. Lemmy Kilmister, Jennifer Batten, Samantha Maloney
9. Doug Pinnick, Bob Kulick, John Alderete, Vinnie Colaiuta
10. Phil Lewis, Gilby Clarke, Jeff Pilson, Bobby Rock
11. Robin McAuley, C.C. Deville, Tony Franklin, Aynsley Dunbar